# Pietro Aleksandrovič di Oldenburg
Pietro Aleksandrovič di Oldenburg, duca di Oldenburg (in russo Пётр Александрович Ольденбургский?; San Pietroburgo, 21 novembre 1868 – Antibes, 11 marzo 1924), è stato il primo marito della sorella più giovane dello zar Nicola II di Russia, la granduchessa Ol'ga Aleksandrovna Romanova e membro del celebre Casato degli Oldenburg.

## Biografia
Nacque a San Pietroburgo, unico figlio di parenti della dinastia imperiale russa, Eugenia di Leuchtenberg (1845-1925) e del duca Alessandro di Oldenburg (1844-1932). La madre era una nipote dell'imperatore Nicola I di Russia (attraverso la figlia di Nicola, Marija Nikolaevna Romanova (1819-1876)), e il padre era un bisnipote dello zar Paolo I di Russia, per via della nonna paterna, la granduchessa Caterina Pavlovna di Russia.
Pietro sposò il 9 agosto 1901 la granduchessa Olga Aleksandrovna (1882 – 1960), la sorella più giovane di Nicola II. Il matrimonio finì con il divorzio il 16 ottobre 1916, non consumato probabilmente a causa dell'omosessualità di Pietro. Egli si sposò nuovamente, il 3 maggio 1922 con Olga Vladimirovna Ratkova-Rognova (1878 – 1929). Da nessuna delle due unioni nacquero dei figli.
Il duca Pietro sopravvisse alla rivoluzione russa del 1917 e morì nel 1924.

## Ascendenza
|                                        |                        |                                    | Genitori                              |  |  | Nonni |  |  | Bisnonni             |  |  | Trisnonni             |  |
|                                        |                        |                                    |                                       |  |  |       |  |  | Giorgio di Oldenburg |  |  | Pietro I di Oldenburg |  |
|                                        |                        |                                    |                                       |  |  |       |  |  | Giorgio di Oldenburg |  |  | Pietro I di Oldenburg |  |
|                                        |                        | Federica Elisabetta di Württemberg |                                       |  |  |       |  |  | Giorgio di Oldenburg |  |  |                       |  |
| Pietro di Oldenburg                    |                        |                                    |                                       |  |  |       |  |  | Giorgio di Oldenburg |  |  |                       |  |
|                                        |                        | Ekaterina Pavlovna Romanova        | Paolo I di Russia                     |  |  |       |  |  |                      |  |  |                       |  |
|                                        |                        | Ekaterina Pavlovna Romanova        | Paolo I di Russia                     |  |  |       |  |  |                      |  |  |                       |  |
|                                        |                        | Ekaterina Pavlovna Romanova        | Sofia Dorotea di Württemberg          |  |  |       |  |  |                      |  |  |                       |  |
| Alessandro di Oldenburg                |                        | Ekaterina Pavlovna Romanova        |                                       |  |  |       |  |  |                      |  |  |                       |  |
|                                        |                        | Guglielmo di Nassau                | Federico Guglielmo di Nassau-Weilburg |  |  |       |  |  |                      |  |  |                       |  |
|                                        |                        | Guglielmo di Nassau                | Federico Guglielmo di Nassau-Weilburg |  |  |       |  |  |                      |  |  |                       |  |
|                                        |                        | Guglielmo di Nassau                | Luisa Isabella di Kirchberg           |  |  |       |  |  |                      |  |  |                       |  |
| Teresa di Nassau-Weilburg              |                        | Guglielmo di Nassau                |                                       |  |  |       |  |  |                      |  |  |                       |  |
|                                        |                        | Luisa di Sassonia-Hildburghausen   | Federico di Sassonia-Altenburg        |  |  |       |  |  |                      |  |  |                       |  |
|                                        |                        | Luisa di Sassonia-Hildburghausen   | Federico di Sassonia-Altenburg        |  |  |       |  |  |                      |  |  |                       |  |
|                                        |                        | Luisa di Sassonia-Hildburghausen   | Carlotta di Meclemburgo-Strelitz      |  |  |       |  |  |                      |  |  |                       |  |
| Pietro Aleksandrovič di Oldenburg      |                        | Luisa di Sassonia-Hildburghausen   |                                       |  |  |       |  |  |                      |  |  |                       |  |
|                                        | Eugenio di Beauharnais | Alessandro di Beauharnais          |                                       |  |  |       |  |  |                      |  |  |                       |  |
|                                        | Eugenio di Beauharnais | Alessandro di Beauharnais          |                                       |  |  |       |  |  |                      |  |  |                       |  |
|                                        | Eugenio di Beauharnais | Giuseppina di Beauharnais          |                                       |  |  |       |  |  |                      |  |  |                       |  |
| Massimiliano di Leuchtenberg           | Eugenio di Beauharnais |                                    |                                       |  |  |       |  |  |                      |  |  |                       |  |
|                                        |                        | Augusta di Baviera                 | Massimiliano I Giuseppe di Baviera    |  |  |       |  |  |                      |  |  |                       |  |
|                                        |                        | Augusta di Baviera                 | Massimiliano I Giuseppe di Baviera    |  |  |       |  |  |                      |  |  |                       |  |
|                                        |                        | Augusta di Baviera                 | Augusta Guglielmina d'Assia-Darmstadt |  |  |       |  |  |                      |  |  |                       |  |
| Eugenia Maximilianovna di Leuchtenberg |                        | Augusta di Baviera                 |                                       |  |  |       |  |  |                      |  |  |                       |  |
|                                        |                        | Nicola I di Russia                 | Paolo I di Russia                     |  |  |       |  |  |                      |  |  |                       |  |
|                                        |                        | Nicola I di Russia                 | Paolo I di Russia                     |  |  |       |  |  |                      |  |  |                       |  |
|                                        |                        | Nicola I di Russia                 | Sofia Dorotea di Württemberg          |  |  |       |  |  |                      |  |  |                       |  |
| Marija Nikolaevna Romanova             |                        | Nicola I di Russia                 |                                       |  |  |       |  |  |                      |  |  |                       |  |
|                                        |                        | Carlotta di Prussia                | Federico Guglielmo III di Prussia     |  |  |       |  |  |                      |  |  |                       |  |
|                                        |                        | Carlotta di Prussia                | Federico Guglielmo III di Prussia     |  |  |       |  |  |                      |  |  |                       |  |
|                                        |                        | Carlotta di Prussia                | Luisa di Meclemburgo-Strelitz         |  |  |       |  |  |                      |  |  |                       |  |
|                                        |                        | Carlotta di Prussia                |                                       |  |  |       |  |  |                      |  |  |                       |  |